# South Point 400
La South Point 400 est une course automobile de voiture stock organisée par la NASCAR comptant pour le championnat des NASCAR Cup Series. Elle se déroule chaque année sur le circuit Las Vegas Motor Speedway de Las Vegas dans l'état du Nevada aux États-Unis. 
Le circuit d'une longueur de 1,5 milles (2,41 km) possède un revêtement en asphalte et présente 4 virages avec des inclinaisons de 12° à 20°.
Une deuxième course de NASCAR Cup Series, le Pennzoil 400, se déroule sur le même circuit au début du mois de mars.
La course inaugurale s'est déroulée le 16 septembre 2018.

## Histoire
Le 8 mars 2017, La NASCAR annonce que la course d'automne organisée sur le New Hampshire Motor Speedway sera déplacée vers le Las Vegas Motor Speedway à partir de 2018.
La course sera la première des playoffs de la Monster Energy NASCAR Cup Series 2018. Elle remplace dans le calendrier la course qui avait lieu au Chicagoland Speedway, celle-ci étant avancée au mois de juillet.
La société South Point Hotel, Casino, and Spa, propriété de Michaël Gaughan (père du pilote NASCAR Brendan Gaughan (en)) également membre du LVMS, est le sponsor du nom de l'événement.
La course de 2019 est courue en prime-time pour la rendre plus confortable pour les pilotes et les fans en raison des fortes chaleurs de septembre.
En 2020, la course devient la 4e course de la phase éliminatoire (playoffs) et la 1re du Round of 12 à la suite d'un réalignement du calendrier.

## Logo de la course

Depuis 2018

## Palmarès
| Saison | Date         | N° | Pilote           | Écurie               | Manufacturier | Course | Course          | Course          | Course             | Résumé      | Note    |
| ------ | ------------ | -- | ---------------- | -------------------- | ------------- | ------ | --------------- | --------------- | ------------------ | ----------- | ------- |
| Saison | Date         | N° | Pilote           | Écurie               | Manufacturier | Tours  | Miles (km)      | Durée           | Moyenne (miles/hr) | Résumé      | Note    |
| 2018   | 16 septembre | 02 | Brad Keselowski  | Team Penske          | Ford          | 272    | 408 (656,612)   | 3 h 28 min 15 s | 180.003            | Résumé (en) | [ N 1 ] |
| 2019   | 15 septembre | 19 | Martin Truex Jr. | Joe Gibbs Racing     | Toyota        | 267    | 400,5 (644,542) | 2 h 48 min 34 s | 229.420            | Résumé (en) | [ N 2 ] |
| 2020   | 27 septembre | 01 | Kurt Busch       | Chip Ganassi Racing  | Chevrolet     | 268    | 402 (646.955)   | 3 h 03 min 32 s | 211.500            | Résumé (en) | [ N 1 ] |
| 2021   | 26 septembre | 11 | Denny Hamlin     | Joe Gibbs Racing     | Toyota        | 267    | 400,5 (644,541) | 2 h 46 min 08 s | 144,643            | Résumé (en) |         |
| 2022   | 16 octobre   | 22 | Joey Logano      | Team Penske          | Ford          | 267    | 400,5 (644,541) | 3 h 04 min 10 s | 130,480            | Résumé (en) |         |
| 2023   | 15 octobre   | 05 | Kyle Larson      | Hendrick Motorsports | Chevrolet     | 267    | 400,5 (644,541) | 2 h 57 min 10 s | 135,635            | Résumé (en) |         |
| 2024   | 20 octobre   | 22 | Joey Logano      | Team Penske          | Ford          | 267    | 400,5 (644,541) | 2 h 52 min 24 s | 139,385            | Résumé (en) |         |

Notes : 1. 
2. 

### Statistique par pilote
| Nb. | Pilote           | Saison     |
| --- | ---------------- | ---------- |
| 2   | Joey Logano      | 2022, 2024 |
| 1   | Brad Keselowski  | 2018       |
| 1   | Martin Truex Jr. | 2019       |
| 1   | Kurt Busch       | 2020       |
| 1   | Denny Hamlin     | 2021       |
| 1   | Kyle Larson      | 2023       |

### Statistique par écurie
| Nb. | Écurie               | Saison           |
| --- | -------------------- | ---------------- |
| 3   | Team Penske          | 2018, 2022, 2024 |
| 2   | Joe Gibbs Racing     | 2019, 2021       |
| 1   | Chip Ganassi Racing  | 2020             |
| 1   | Hendrick Motorsports | 2023             |

### Statistique par marque
| Nb. | Marque    | Saison           |
| --- | --------- | ---------------- |
| 3   | Ford      | 2018, 2022, 2024 |
| 2   | Toyota    | 2019, 2021       |
| 2   | Chevrolet | 2020, 2023       |